# یوکی کاوابه
یوکی کاوابه (ژاپنی: 川邊 裕紀؛ زادهٔ ۲ آوریل ۱۹۸۷) یک بازیکن فوتبال اهل ژاپن است.
از باشگاه‌هایی که در آن بازی کرده‌است می‌توان به باشگاه فوتبال ماچیدا زلویا، باشگاه فوتبال ناگانو پارسیرو و باشگاه فوتبال ریوکیو اشاره کرد.